# Regierung Berntsen

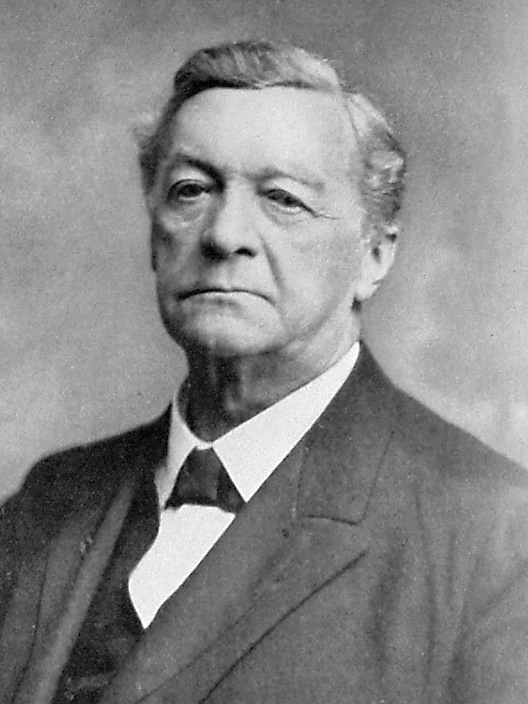
Klaus Berntsen

Die Regierung Berntsen wurde in Dänemark am 5. Juli 1910 durch Klaus Berntsen von der Venstre gebildet und löste die erste Regierung Zahle von Det Radikale Venstre ab. Sie befand sich bis zum 21. Juni 1913 im Amt und wurde dann durch die zweite Regierung Zahle von Det Radikale Venstre abgelöst.
Bei den vorausgegangenen Wahlen zum Folketing am 20. Mai 1910 waren die Venstrereformpartiet und die Det Moderate Venstre wieder als gemeinsame Partei unter dem Namen Venstre angetreten und wurden stärkste Partei, die über 57 der 114 Sitze verfügte. Am 5. Juli 1910 wurde Klaus Berntsen von König Friedrich VIII., der sein persönlicher Freund war, zum Ministerpräsidenten (Konseilspræsident) ernannt. Gerade wegen der persönlichen Freundschaft genoss seine Regierung die besondere Unterstützung des Königs. Nach dessen Tod und der Nachfolge durch König Christian X. wurde jedoch Kritik an der Regierung laut, in der insbesondere die Vernachlässigung sozialer Fragen angeprangert wurde. Noch 1913 versprach er eine Überarbeitung der Verfassung, erlitt jedoch eine Niederlage bei den Folketing-Wahlen am 20. Mai 1913. Die Socialdemokraterne unter Thorvald Stauning wurde wie bereits am 25. Mai 1909 zwar stärkste Kraft, erhielt aber aufgrund des Wahlsystems nur 32 Mandate. Daraufhin bildete Det Radikale Venstre unter Carl Theodor Zahle abermals eine Minderheitsregierung.

## Wahlergebnisse

### Ergebnisse der Wahlen zum Folketing vom 20. Mai 1910
| Partei               | Stimmen | Prozentanteil | Mandate | Gewinne/Verluste (+/-) |
| -------------------- | ------- | ------------- | ------- | ---------------------- |
| Venstre              | 118.988 | 34,1          | 57      | +7                     |
| Socialdemokraterne   | 98.718  | 28,3          | 24      | ±0                     |
| Det Radikale Venstre | 66.734  | 19,1          | 20      | +2                     |
| Højre                | 64.904  | 18,6          | 13      | −9                     |

### Ergebnisse der Wahlen zum Folketing vom 20. Mai 1913
| Partei               | Stimmen | Prozentanteil | Mandate | Gewinne/Verluste (+/-) |
| -------------------- | ------- | ------------- | ------- | ---------------------- |
| Socialdemokraterne   | 107.365 | 29,6          | 32      | +8                     |
| Venstre              | 104.885 | 29,0          | 44      | −13                    |
| Højre                | 82.137  | 22,7          | 7       | −6                     |
| Det Radikale Venstre | 67.903  | 18,7          | 31      | +11                    |

## Minister
| Ressort                                  | Amtsinhaber                                                                        |
| ---------------------------------------- | ---------------------------------------------------------------------------------- |
| Ministerpräsident Verteidigungsminister  | Klaus Berntsen                                                                     |
| Außenminister                            | William Ahlefeldt-Laurvig                                                          |
| Finanzminister                           | Niels Neergaard                                                                    |
| Innenminister                            | Jens Jensen-Sønderup                                                               |
| Justizminister                           | Frits Bülow                                                                        |
| Minister für Kirche und Unterrichtswesen | Jacob Appel                                                                        |
| Minister für öffentliche Arbeiten        | Thomas C. Larsen                                                                   |
| Landwirtschaftsminister                  | Anders Nielsen                                                                     |
| Minister für Handel und Schifffahrt      | Oscar B. Muus                                                                      |
| Minister für Island                      | Björn Jónsson ab 14. März 1911: Kristján Jónsson ab 25. Juli 1912: Hannes Hafstein |